# ジョアン・ペドロ・ジュンケイラ・ジ・ジェズス
ジョアン・ペドロ（João Pedro）ことジョアン・ペドロ・ジュンケイラ・ジ・ジェズス（ポルトガル語: João Pedro Junqueira de Jesus, 2001年9月26日 - ）は、ブラジル・リベイラン・プレト出身のプロサッカー選手。プレミアリーグ・チェルシー所属。ブラジル代表。ポジションはフォワード。

## 経歴

### クラブ
フルミネンセの下部組織在籍中の2018年10月19日に、未だトップチームデビューすら果たしていないにも関わらず、プレミアリーグのワトフォードと2020年1月から5年契約を締結することが発表された。移籍金は250万ユーロであるが、この移籍が成立した場合最大1,000万ユーロまで増え得る一方、他クラブへ移籍した場合は2,000万ユーロの違約金を支払うという契約が交わされた。2019年3月28日にカンピオナート・カリオカでプロ初出場。4月29日にセリエAで初出場。その後は4試合でコパ・スダメリカーナ2019でのハットトリックを含めて7得点の大活躍を見せた。
2023年5月5日、ブライトン・アンド・ホーヴ・アルビオンに完全移籍で加入し、5年契約を締結することが発表された。2023-24シーズン、UEFAヨーロッパリーグのアヤックス戦では決勝点を奪い、チームに大会初勝利をもたらした。
2025年7月2日、チェルシーに8年契約で移籍した。

### 代表
2023年11月17日、FIFAワールドカップ予選のコロンビア戦でA代表初出場。

## 個人成績

### クラブ
| 国内大会個人成績 | 国内大会個人成績 | 国内大会個人成績 | 国内大会個人成績   | 国内大会個人成績 | 国内大会個人成績                      | 国内大会個人成績 | 国内大会個人成績 | 国内大会個人成績 | 国内大会個人成績 | 国内大会個人成績 | 国内大会個人成績 |
| 年度             | クラブ           | 背番号           | リーグ             | リーグ戦         | リーグ戦                              | リーグ杯         | リーグ杯         | オープン杯       | オープン杯       | 期間通算         | 期間通算         |
| 年度             | クラブ           | 背番号           | リーグ             | 出場             | 得点                                  | 出場             | 得点             | 出場             | 得点             | 出場             | 得点             |
| ブラジル         | ブラジル         | ブラジル         | ブラジル           | リーグ戦         | リーグ戦                              | ブラジル杯       | ブラジル杯       | オープン杯       | オープン杯       | 期間通算         | 期間通算         |
| ---------------- | ---------------- | ---------------- | ------------------ | ---------------- | ------------------------------------- | ---------------- | ---------------- | ---------------- | ---------------- | ---------------- | ---------------- |
| 2019             | フルミネンセ     | 23               | セリエA            | 24               | 4                                     | 4                | 2                | -                | -                | 28               | 6                |
| イングランド     | イングランド     | イングランド     | イングランド       | リーグ戦         | リーグ戦                              | FLカップ         | FLカップ         | FAカップ         | FAカップ         | 期間通算         | 期間通算         |
| 2019-20          | ワトフォード     | 17               | プレミアリーグ     | 3                | 0                                     | -                | -                | 2                | 0                | 5                | 0                |
| 2020-21          | ワトフォード     | 10               | チャンピオンシップ | 38               | 9                                     | 1                | 0                | 1                | 0                | 40               | 9                |
| 2021-22          | ワトフォード     | 10               | プレミアリーグ     | 28               | 3                                     | 0                | 0                | 1                | 1                | 40               | 9                |
| 2022-23          | ワトフォード     | 10               | チャンピオンシップ | 35               | 11                                    | 0                | 0                | 0                | 0                | 35               | 11               |
| 2023-24          | ブライトン       | 9                | プレミアリーグ     | 31               | 9                                     | 1                | 0                | 2                | 5                | 34               | 14               |
| 2024-25          | ブライトン       | 9                | プレミアリーグ     | 27               | 10                                    | 0                | 0                | 3                | 0                | 30               | 10               |
| 通算             | ブラジル         | ブラジル         | セリエA            | 24               | 4                                     | 4                | 2                | -                | -                | 28               | 6                |
| 通算             | イングランド     | イングランド     | プレミアリーグ     | 89               | 22\|\|\|1\|\|0\|\|8\|\|6\|\|109\|\|33 |                  |                  |                  |                  |                  |                  |
| 通算             | イングランド     | イングランド     | チャンピオンシップ | 73               | 20\|\|\|1\|\|0\|\|1\|\|0\|\|75\|\|20  |                  |                  |                  |                  |                  |                  |
| 総通算           | 総通算           | 総通算           | 総通算             | 186              | 46\|\|\|6\|\|2\|\|9\|\|6\|\|212\|\|59 |                  |                  |                  |                  |                  |                  |

### 代表
| ブラジル代表 | 国際Aマッチ | 国際Aマッチ |
| 年           | 出場        | 得点        |
| ------------ | ----------- | ----------- |
| 2023         | 1           | 0           |
| 2024         | 1           | 0           |
| 2025         | 1           | 0           |
| 通算         | 3           | 0           |